# Ina Reuter
Ina Reuter (* 1966 in Ost-Berlin) ist eine ehemalige deutsche Schauspielerin.

## Leben
Ina Reuter wuchs gemeinsam mit einer Schwester in Ost-Berlin auf.
Sie wirkte als Kinderdarstellerin in dem TV-Mehrteiler Aber Vati! in der Rolle der Fränze mit. Diese Rolle übernahm sie auch in der im Jahr 1979 erschienenen Fortsetzung mit dem Titel Aber Vati! – Fünf Jahre danach. 1975 spielte sie in dem Film Schwester Agnes als Ina Patschek die Tochter des von Jochen Thomas dargestellten Bürgermeisters. Später stand sie nicht wieder als Schauspielerin vor der Kamera.
Ina Reuter lebt in Berlin, hat zwei Kinder und ist beruflich als Ergotherapeutin tätig.

## Filmografie
- 1974: Aber Vati! (TV-Dreiteiler)
- 1975: Schwester Agnes
- 1979: Aber Vati! – Fünf Jahre danach

## Hörspiele (Auswahl)
Technische Realisierung
- 1989: Dirk Josczok: Brutus – Regie: Hans Helge Ott (Kurzhörspiel – RB)
- 1991: Jörg Thurow: Das Telefonat – Regie: Gottfried von Einem (Original-Hörspiel, Kurzhörspiel – RB)
- 1993: Martin Ebbertz: Sonntags, bei uns daheim – Regie: Gottfried von Einem (Originalhörspiel, Kurzhörspiel – RB)

Sprecherin
- 1994: Ernst Gethmann: Das Versprechen (Schülerin) – Regie: Hermann Naber (Originalhörspiel – SWF/WDR)

Quelle: ARD-Hörspieldatenbank